# Rivière Missinaibi
La rivière Missinaibi est un cours d'eau du nord-est de l'Ontario, au Canada. 

## Géographie

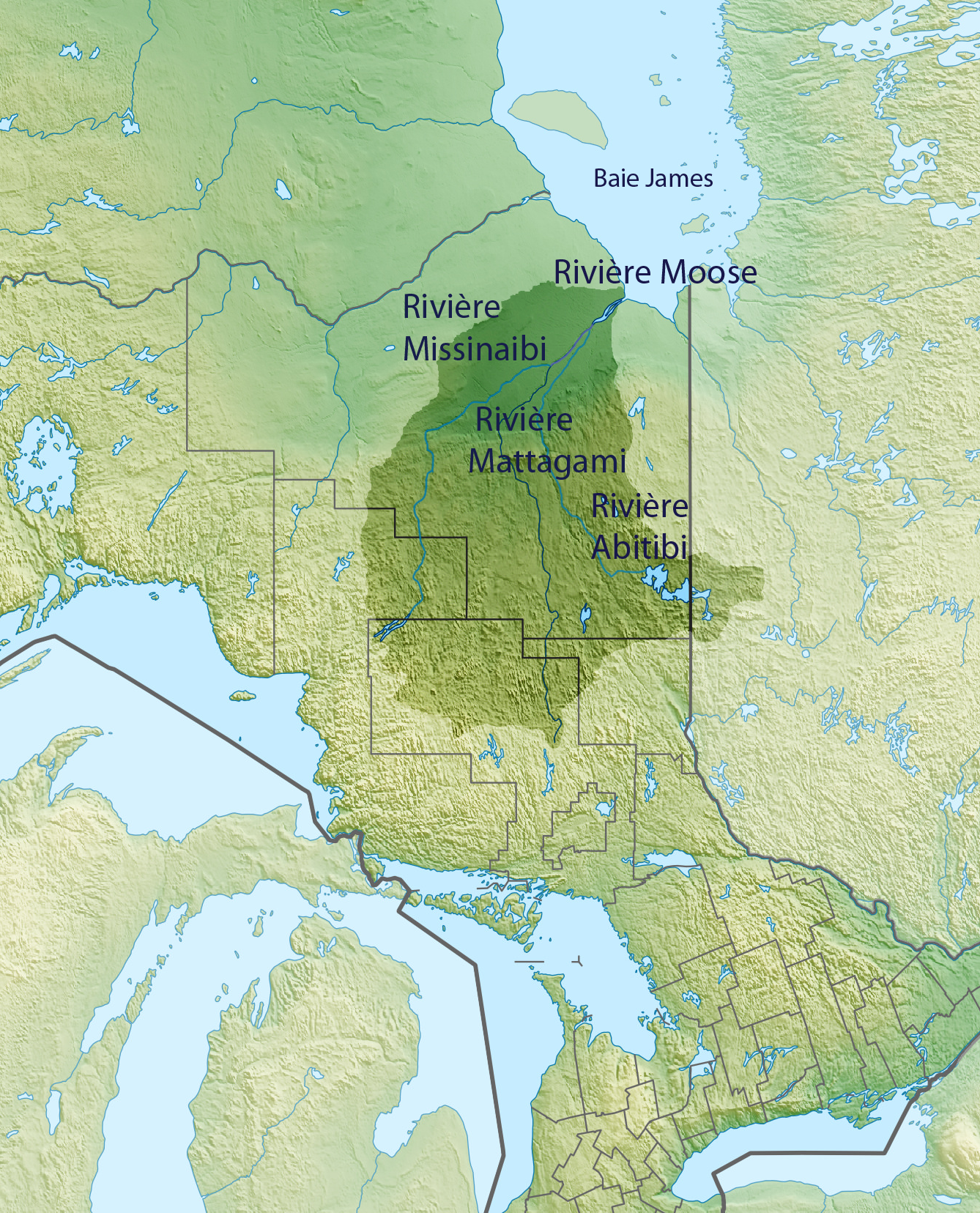
Bassin versant de la Moose

La rivière Missinaibi prend sa source à partir du lac Missinaibi, dont elle est le principal émissaire, à une altitude de 346 mètres. La rivière s'écoule depuis le cœur de la Réserve de chasse de la Couronne de Chapleau qui est une réserve naturelle et une réserve de chasse, située dans la division territoriale du nord-est de l'Ontario, sur le district de Sudbury et le district d'Algoma. La rivière poursuit sa course dans le district de Cochrane.
Après un parcours de 426 km, la rivière rejoint, à une altitude de 58 mètres, un autre cours d'eau, la rivière Mattagami pour former la rivière Moose. Cette dernière se dirige ensuite vers le nord-est et se déverse dans la baie James située au sud de la baie d'Hudson.
Le nom de Missinaibi désigne en langue amérindienne cri, "images sur l’eau", en raison de nombreux pétroglyphes.
Depuis 2004, la rivière Missinaibi est inscrite au réseau des rivières du patrimoine canadien, en raison de l’importance de son rôle dans l’histoire des Autochtones amérindiens (nombreux pétroglyphes), de l'histoire de la traite des fourrures et dans l’exploitation forestière.